# サイレント・マジョリティ
サイレント・マジョリティ（英: silent majority）とは、「静かな大衆」あるいは「物言わぬ多数派」という意味で、積極的な発言行為をしない一般大衆のこと。
又はマーケティング用語として商品やサービスに対してクレームや意見する人が少数であることから、「発言しない大多数の物言わぬ消費者」を意味し、「サイレント・マジョリティ」のニーズの把握がマーケターの命題となっている。
対義語は、少数だが声の大きい人々を意味するノイジー・マイノリティまたはラウド・マイノリティである。

## 事例

### ニクソン大統領の発言と選挙結果
アメリカ合衆国のリチャード・ニクソン大統領が、1969年11月3日の演説で「グレート・サイレント・マジョリティ」としてこの語を用いた。ニクソンは都市部における暴動と反戦デモに揺れるアメリカ社会に「法と秩序」を回復すると宣言し、「忘れ去られたアメリカ人」「サイレント・マジョリティー」という表現を使った。これらの言葉が意味するのは、暴力的なベトナム反戦運動デモ活動への忌避、カウンターカルチャーの台頭に不安に感じる静かな多数派層であった。ニクソンは、声をあげていないだけで、従来の共和党の支持層である南部の守旧派だけでなく、民主党支持層の中にも暴力的なデモや対抗文化へ反発や不安が広く存在することを見抜いていた。
ニクソンは大統領選挙における公約として「平和裡の終戦」を掲げ、「そういった運動や声高な発言をしないアメリカ国民の大多数は、ベトナムからの即時全面撤退を求めていない」という意味で「サイレント・マジョリティー」という言葉を使った。当時、兵役を回避しながら、大学に行きつつ反戦運動に興じる学生らに対して、アメリカ国内では高学歴の富裕層や穏健的な中流層から、保守的な低所得者層の労働者たちまでの広範囲な層（サイレントマジョリティー層）が反感を強めていた。実際に、このテレビ演説のあとニクソンの支持率は50%から80%以上にまで上昇し、さらに1972年アメリカ合衆国大統領選挙でニクソンは50州中49州を獲得し、圧勝している。

### 岸信介総理の発言と選挙結果

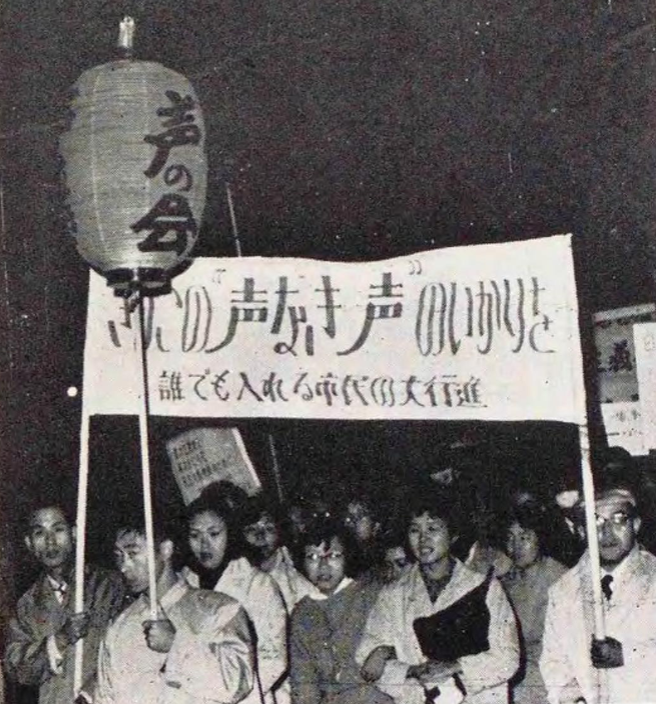
安保闘争のさなかに結成された「声なき声の会」（1960年6月）

日本でもこれを遡ること9年、1960年（昭和35年）の日米安全保障条約を巡るいわゆる「安保闘争」の際に、当時の首相岸信介がニクソンの「サイレント・マジョリティ」と近い意味の発言を行った。同年5月28日の記者会見で「（安保反対の）デモには一般大衆からの批難の声がないが、どう思うか」との質問に対し、岸は次のように述べた。
安保反対運動に参加していない国民が多数派であり、彼らを声なき声と表現し、安保反対運動支持は少数派と述べた。安保条約に抗議して小林トミらによってつくられた安保条約反対派による市民グループ「声なき声の会」はこの岸の言葉に反発して名付けられた。「声なき声の会」はその後「ベトナムに平和を!市民連合」（ベ平連）の母体となった。

#### 安保解散
サイレントマジョリティーである無党派層の声を判断するために後継の池田勇人首相が1960年10月24日に断行した第29回衆議院議員総選挙（安保解散）では、岸が提唱して池田が発展させた所得倍増計画などの経済政策の恩恵を受けていた世論の自民党への安泰ムードが支配し、自民党は296議席を獲得した。岸の言う通り、安保闘争の選挙への影響は少なく、保守合同で強力になった自民党は議席を増やした。
また70年安保闘争の際の第32回衆議院議員総選挙（1969年）でも自民が勝利した。

### マクロン大統領の発言と当時の世論調査
フランスのエマニュエル・マクロン大統領も就任から1年である2018年時点で同国で影響力を誇る労働組合などからデモや抗議活動を受けているが、彼ら以外のフランス世論の6割以上がマクロン大統領を「方向性が明確」と支持している。そのため、マクロン大統領は「政府はサイレントマジョリティーに支持されている」と表明した。

### 2020年代の米国黒人暴動
アメリカ合衆国では、あらゆる差別の中で、「黒人差別」への抗議時だけ「商店からの略奪」「パトカーへの放火」「警察署の占拠」が事実上黙認されている。現代ビジネスにて、国際投資アナリストの大原浩は反トランプ派の立場から「民主党の市長は認めているし、同じく民主党の知事も容認している様だが……、民主的、法的に正しい行いとは言い難い」と批判している。抗議運動やデモ参加者が、略奪、歴史的建造物への放火、警察署など建物乗っ取り、自分の営む個人商店からの略奪中止懇願した老女を集団で暴行したりする行為は、国内の治安悪化を憂慮するサイレント・マジョリティーの懸念を強め、トランプ再選をサポートする逆効果となっていると推測している。その後トランプは2020年の大統領選挙には敗れるが、2024年の大統領選挙で返り咲くこととなった。

### 第49回衆議院議員総選挙
2021年の第49回衆議院議員総選挙では、自民党の議席大幅減少が予測されていた（出口調査発表の時点でも同様）。メディア研究者の谷原つかさがSearch APIを使った調査によると、当時のTwitter（現X）上では、反自民のツイート数が51.7％、中立が31.1%、親自民が17.2%となっていた。しかし結果は予想を大きく覆し自民党が単独過半数を維持した。谷原は「0.2％のアカウントが約52％のX世論を作っていた」と指摘している。フィルターバブルに陥っていたことも指摘される。